# Aleksandr Czerwien-Wodali
Aleksandr Czerwien-Wodali (ur. 1872 r., zm. 23 czerwca 1920 r. w Omsku) – rosyjski polityk związany z partią kadetów, członek białego Rządu Rosyjskiego działającego na terenach opanowanych przez wojska adm. Aleksandra Kołczaka.

## Życiorys
Pochodził z zamożnej rodziny właścicieli ziemskich z Besarabii. Ukończył studia na wydziałach prawa oraz matematyki i fizyki Uniwersytetu Petersburskiego w 1900 r. Następnie przez rok był nauczycielem jednego z gimnazjów w Petersburgu, zaś w 1902 r. otworzył w Twerze praktykę notarialną. W 1905 r. wstąpił do partii konstytucyjnych demokratów. Od maja 1906 r. przewodził strukturom partyjnym w Twerze, zasiadał w Dumie miejskiej, kierując wieloma jej komisjami. W 1912 r. uzyskał mandat do Dumy Państwowej IV kadencji. Podczas I wojny światowej był przewodniczącym miejskiego komitetu wojskowo-przemysłowego oraz twerskiego oddziału Wszechrosyjskiego Związku Miast. Po upadku caratu i powstaniu Rządu Tymczasowego był jego komisarzem w guberni twerskiej. Następnie był komisarzem ds. dobroczynności w Moskwie, nadal działając we Wszechrosyjskim Związku Miast. Po rewolucji październikowej zasiadał w zarządzie Wszechrosyjskiego związku handlu i przemysłu.
Wiosną 1918 r. zaczął działać w tworzącym się kontrrewolucyjnym ruchu białych. Jesienią 1918 r. wyjechał do Kijowa, a stamtąd do Jekaterynodaru, oddając się do dyspozycji dowódców Armii Ochotniczej. W marcu 1919 r. został skierowany do wojsk admirała Kołczaka na Syberii, jako jeden z kandydatów do stanowiska ministerialnego w białym rządzie.  
25 listopada 1919 r. został zastępcą ministra spraw wewnętrznych w rządzie Kołczaka. W grudniu 1919 r., w schyłkowym okresie rządów Kołczaka na Syberii, po utracie Omska, stał się jednym z "triumwiratu" faktycznie kierującego rządem, razem z Aleksiejem Łarionowem i Michaiłem Chanżynem.  
19 grudnia mienszewicko-eserowskie Centrum Polityczne wszczęło antykołczakowskie powstanie w zagłębiu węglowym w rejonie Czeriemchowa, a następnie kolejne zbrojne wystąpienia przeciwko białym, w tym 24 grudnia w Irkucku. 26 i 27 grudnia Czerwen-Wodali spotkał się w imieniu kołczakowskiego rządu z delegacją Centrum Politycznego, by wynegocjować zawieszenie broni i zgodę na odjazd przebywających w mieście jednostek wiernych admirałowi. Domagał się zgody na odjazd Kołczaka na Zabajkale razem ze zdobytymi wcześniej zapasami złota, a także, by Centrum Polityczne zobowiązało się do kontynuowania walki z bolszewikami. Eserowcy odrzucili te warunki, nie wierząc przedstawicielowi Kołczaka, który w 1918 r. dowiódł swojej wrogości wobec wszelkich socjalistów. Następnie Czerwen-Wodali razem z Chanżynem i Łarionowem bezskutecznie prosili obecnych na Syberii przedstawicieli Ententy o umożliwienie odjazdu na Zabajkale Kołczakowi, jego ministrom i żołnierzom. Ostatecznie po ponad tygodniu walk i po negocjacjach z przedstawicielami kołczakowskiego rządu 4-5 stycznia Centrum Polityczne przejęło władzę w Irkucku. 4 stycznia adm. Kołczak podpisał w pociągu, na stacji w Niżnieudinsku, akt zrzeczenia się władzy na Syberii na rzecz dowódcy Sił Zbrojnych Południa Rosji gen. Antona Denikina, co było gestem czysto symbolicznym, i na Dalekim Wschodzie na rzecz atamana Grigorija Siemionowa. Tego samego dnia Czerwien-Wodali oddał się w ręce Centrum Politycznego i został aresztowany.  
W kwietniu 1920 r. został przewieziony do Omska, gdzie postawiono go przed syberyjskim trybunałem rewolucyjnym i skazano na śmierć. Razem z Aleksandrem Czerwen-Wodalim sądzeni byli inni czołowi przywódcy syberyjskich białych, którzy w styczniu 1920 r. nie zdołali zbiec z Irkucka (m.in. drugi z "triumwirów" Aleksiej Łarionow, Chanżyn wydostał się za granicę). Postawiono im zarzuty nawoływania do buntu przeciwko władzy radzieckiej, doprowadzenia do morderstw i rabunków na ludności cywilnej, przekazania majątku Republiki Rosyjskiej w ręce obcych państw i podżegania ich do prowadzenia wojny przeciwko Rosji. Siedemnastu sądzonych w procesie otrzymało kary więzienia, siedmiu, w tym Czerwen-Wodali, zostało rozstrzelanych 23 czerwca 1920.